# Politické strany v Dánsku
Toto je seznam politických stran v Dánsku.

## Parlamentní strany
|  | Český název                       | Dánský název                     | Zkratka | Ideologie                  | Současný lídr                | Evropská strana | Skupina v EP | Mezinárodní organizace | Dánský parlament | Evropský parlament | Web |
|  | --------------------------------- | -------------------------------- | ------- | -------------------------- | ---------------------------- | --------------- | ------------ | ---------------------- | ---------------- | ------------------ | --- |
|  | Liberální strana                  | Venstre, Danmarks Liberale Parti | V       | konzervativní liberalismus | Lars Løkke Rasmussen         | ELDR            | ALDE         | LI                     | 47               | 3                  |     |
|  | Sociální demokraté                | Socialdemokraterne               | A       | sociální demokracie        | Helle Thorningová-Schmidtová | PES             | S&D          | SI                     | 45               | 4                  |     |
|  | Dánská lidová strana              | Dansk Folkeparti                 | O       | národní konzervatismus     | Kristian Thulesen Dahl       | není            | EFD          | není                   | 24               | 2                  |     |
|  | Socialistická lidová strana       | Socialistisk Folkeparti          | F       | ekosocialismus             | Villy Søvndal                | NGLA, EGP       | Greens-EFA   | není                   | 23               | 2                  |     |
|  | Konzervativní lidová strana       | Det Konservative Folkeparti      | C       | konzervatismus             | Lars Barfoed                 | EPP             | EPP Group    | IDU                    | 16               | 1                  |     |
|  | Radikální levice                  | Det Radikale Venstre             | B       | sociální liberalismus      | Margrethe Vestagerová        | ELDR            | ALDE         | LI                     | 9                | 0                  |     |
|  | Jednotná kandidátka – Rudo-zelení | Enhedslisten – De Rød-Grønne     | Ø       | antikapitalismus           | kolektivní vedení            | není            | EACL, PEL    | není                   | 4                | 0                  |     |
|  | Liberální aliance                 | Liberal Alliance                 | I       | liberalismus               | Anders Samuelsen             | není            | není         | není                   | 3                | 0                  |     |
|  | Křesťanští demokraté              | Kristendemokraterne              | K       | křesťanská demokracie      | Bjarne Hartung Kirkegaard    | EPP             | není         | CDI                    | 1                | 0                  |     |

## Ostatní strany
|  | Český název                        | Dánský název                             | Zkratka | Ideologie             | Současný lídr              | Web                                         |
|  | ---------------------------------- | ---------------------------------------- | ------- | --------------------- | -------------------------- | ------------------------------------------- |
|  | Dánská strana spravedlnosti        | Danmarks Retsforbund                     | E       | georgismus            | Poul Gerhard Kristiansen   |                                             |
|  | Komunistická strana Dánska         | Danmarks Kommunistiske Parti             | K       | komunismus            | Henrik Stamer Hedin        |                                             |
|  | Lidové hnutí proti EU              | Folkebevægelsen mod EU                   | N       | euroskepticismus      | kolektivní vedení          |                                             |
|  | Šlesvická strana                   | Slesvigsk Parti                          | S       | regionalismus         | ?                          |                                             |
|  | Nezávislá strana                   | De Uafhængige                            | U       | klasický liberalismus | není                       |                                             |
|  | Levicoví socialisté                | Venstresocialisterne                     | Y       | socialismus           | kolektivní vedení          | Archivováno 10. 2. 2011 na Wayback Machine. |
|  | Pokroková strana                   | Fremskridtspartiet                       | Z       | libertarianismus      | Lars Egmose, Niels Højland | Archivováno 10. 6. 2004 na Wayback Machine. |
|  | Národně socialistické hnutí Dánska | Danmarks Nationalsocialistiske Bevægelse | Å       | nacismus              | Jonni Hansen               |                                             |